# Andrew Brace
Andrew Mark Brace (Cardiff, 15 giugno 1988) è un arbitro di rugby a 15 irlandese, internazionale dal 2015; in precedenza fu giocatore rappresentante il Belgio.

## Biografia
Nato a Cardiff da padre di origini belga, fin da piccolo ha sviluppato una passione per il violino. Ha iniziato a giocare a Rugby all'età di 12 anni, prima di spostarsi a Plymouth, in Inghilterra, dove ha concluso il primo ciclo accademico in scienze dello sport. Trasferitosi in Irlanda nel 2010, è stato assunto dal Munster Rugby. Durante un torneo scolastico di rugby, organizzato dal Munster Rugby, gli è stato chiesto di arbitrare dal momento che non vi era un numero sufficiente di arbitri. In quegli anni giocava anche per un club irlandese di seconda divisione, l'Old Crescent. Notato da un agente, è stato convocato dalla nazionale di rugby a 15 del Belgio nel 2012, e ha giocato anche per la nazionale belga di rugby a 7.
A causa di alcuni infortuni è stato costretto al ritiro dal rugby giocato. Da quel momento ha proseguito la sua carriera nel mondo dell'arbitraggio, che l'ha portato in pochi anni ad arbitrare per la British and Irish Cup 2014-15. Il 14 novembre 2015 ha esordito come arbitro internazionale nell'incontro di Challenge Cup tra Gloucester e Zebre. Il primo incontro tra nazionali in cui è stato designato è stato quello tra Scozia-Inghilterra del Sei Nazioni Under-20 del 2016. Lo stesso anno è stato designato per il mondiale Under-20. Dal 2020 viene annualmente designato nel Sei Nazioni e dal 2021 anche nel Rugby Championship. Il 7 maggio 2019 viene annunciata la sua designazione come assistente al mondiale del 2019 in Giappone. Il 10 maggio 2023 World Rugby lo inserisce tra la lista degli arbitri del mondiale del 2023 in Francia.